# Principes généraux du droit français
Pour les articles homonymes, voir PGD.
En France, les principes généraux du droit (ou PGD) sont des règles de portée générale qui doivent répondre à trois critères :
- ils s'appliquent même en l'absence de texte ;
- ils sont dégagés par les jurisprudences ;
- ils ne sont pas créés de toutes pièces par le juge mais « découverts » par celui-ci à partir de l'état du droit et de la société à un instant donné : en effet, en droit français, les juges n'ont pas le pouvoir de créer des normes (en vertu du principe dit « de la prohibition des arrêts de règlement », inscrit à l'article 5 du Code civil français) : "Il est défendu aux juges de prononcer par voie de disposition générale et réglementaire sur les causes qui leur sont soumises." Ils n'ont que le pouvoir de mettre en évidence et d'interpréter les normes existantes ; le principe général du droit est dès lors sous-jacent dans un état du droit existant, et il serait simplement mis au jour par le juge.

En droit communautaire, la Cour de justice de l'Union européenne reconnaît également des principes généraux du droit.
En droit international public, les « principes généraux de droit reconnus par les nations civilisées » sont considérés comme une source de droit, conformément à l'article 38.1 (c) du statut de la Cour internationale de justice.
Traditionnellement, la place des principes généraux du droit est très réduite dans le droit civil, qui est essentiellement codifié, et beaucoup plus large dans le droit administratif, qui est largement jurisprudentiel, car pendant très longtemps, il n'a existé que très peu de textes de portée générale s'appliquant à l'ensemble des activités de l'administration ou à une partie substantielle de celles-ci.
Le statut de ces principes généraux, et en particulier de l'interprétation juridique, est débattu en théorie du droit, certains auteurs réalistes affirmant qu'ils ne servent qu'à dissimuler le pouvoir normatif créateur des juges. À suivre au pied de la lettre l'interprétation courante de ces principes, on est en effet confronté à un paradoxe : si ces normes préexistent, pourquoi faut-il qu'une juridiction les « découvre » ? Que signifie, en termes juridiques, une norme qui n'existerait que de façon latente ?
L'expression « principes généraux du droit » a été consacrée après la Libération par un arrêt célèbre : Conseil d'État, Ass., 26 octobre 1945, Aramu et autres (à propos du principe des droits de la défense). Le Tribunal des conflits avait été le premier à l'utiliser dans son arrêt du 8 février 1873 Dugave et Bransiet.

## Valeur juridique des principes généraux du droit
Si tous les auteurs s'accordent pour donner une valeur supra-réglementaire aux PGD, leur valeur juridique par rapport à la loi, c'est-à-dire leur place dans la hiérarchie des normes, a fait l'objet de controverses doctrinales.
Il convient tout d'abord d'observer que tous les principes et règles non écrits n'ont pas la même valeur juridique. Comme l'a fait observer le commissaire du gouvernement Fournier dans ses conclusions sur l'arrêt du 26 juin 1959 Syndicat général des ingénieurs-conseils, il existe deux catégories de principes non écrits :
- certains sont de valeur simplement interprétative ou supplétive : ce sont des règles qui « ne s'appliquent qu'à défaut de dispositions écrites contraires … suivant la matière qu'elles concernent, elles s'inclineront devant la loi ou le règlement. Telles sont par exemple les règles générales de procédure applicables même sans texte devant toutes les juridictions administratives », parmi lesquelles on peut citer l'obligation de mentionner les noms des juges ou l'interdiction d'être juge et partie (CE, Sect., 2 mars 1973, Demoiselle Arbousset). Ces règles peuvent, selon les cas, être écartées par le législateur ou par le pouvoir réglementaire.
- certains constituent des règles de fond, qui n'ont pas un caractère simplement interprétatif ou supplétif : ce sont à proprement parler les principes, qui se subdivisent eux-mêmes en principes de compétence et principes de fond. Les premiers ont perdu à peu près toute portée depuis l'entrée en vigueur de la Constitution du 4 octobre 1958, qui a délimité les compétences respectives de la loi et du règlement (on peut en observer des réapparitions sporadiques, par exemple lorsque le Conseil d'État juge que l'exequatur est par essence du domaine de la loi même s'il ne se rattache à aucune des matières définies comme législatives par l'article 34 de la Constitution : dans un arrêt Serigne Bamba Dieng). Les seconds, qui constituent à proprement parler les principes généraux du droit, sont « des principes fondamentaux qui sont à la base de notre régime politique ».

Quelle est la valeur de ces principes ?
Selon une première thèse abandonnée par la doctrine, les principes généraux du droit ont valeur législative : en effet, ils s'imposent au pouvoir réglementaire (le Conseil d'État peut annuler un décret ou une ordonnance contraire à un principe général du droit) mais ils peuvent être écartés par la loi.
Selon une deuxième thèse, énoncée par le professeur René Chapus, les principes généraux du droit ont une valeur « infra-législative et supra-décrétale ». En effet, leur auteur, le juge, occupe un rang supérieur au pouvoir exécutif - qu'il contrôle - et inférieur au pouvoir législatif, dont les lois l'obligent.

À l'inverse, le juge administratif contraint l'administration aux PGD, y compris pour ses décrets (actes administratifs les plus élevés).
Enfin, selon une troisième thèse défendue par le conseiller Jacques Fournier, les PGD ont la valeur du texte dont ils sont déduits. Ainsi, le principe général du droit à l'égalité, déduit de la Déclaration des Droits de l'homme et du citoyen, aurait une valeur constitutionnelle.
Tous les principes généraux du droit s'imposent au pouvoir règlementaire autonome de l'article 37 de la Constitution (CE, Sect., 28 octobre 1960, de Laboulaye).
Certains de ces principes au moins ont une valeur constitutionnelle et le législateur lui-même ne peut y déroger : c'est par exemple le cas du principe d'égalité d'accès aux emplois publics. Cela n'habilite pas pour autant le juge administratif ordinaire à écarter une loi qui méconnaîtrait un principe général de valeur constitutionnelle ; en revanche c'est bien la valeur constitutionnelle de ces principes qui a permis au Conseil d'État de les imposer au législateur colonial (CE, Sect., 26 juin 1959, "Syndicat général des ingénieurs-conseils", préc.) ainsi qu'aux ordonnances prises en vertu de l'article 38 de la Constitution (CE, Ass., 24 novembre 1961, Fédération nationale des syndicats de police, Leb. p. 658).
Le Conseil d'État s'est d'ailleurs reconnu la possibilité de dégager lui-même des principes fondamentaux reconnus par les lois de la République, de valeur constitutionnelle, concurremment avec le Conseil constitutionnel (CE, Ass., 3 juillet 1996, Koné, Leb. p. 255).

## Liste des principes généraux du droit
La liste des principes généraux du droit est depuis la Libération de plus en plus fournie. Les listes qui suivent sont données à titre d'exemples et ne prétendent pas à l'exhaustivité. Relativement générales au début, ces règles sont devenues au fil du temps plus précises.

### Principes généraux du droit intéressant les droits des citoyens

#### Règles de fond

##### Principes fondés sur la liberté
- Liberté du commerce et de l'industrie : CE, Ass. (Conseil d'État en Assemblée), 22 juin 1951, Daudignac ; CE Sect. (Conseil d'État en Section), 13 mai 1994, Président de l'Assemblée territoriale de la Polynésie Française (voir aussi : loi d'Allarde)

##### Principes fondés sur l'égalité
- Égalité des usagers devant le service public : CE (Conseil d'État), Sect, 9 mars 1951, Société des concerts du conservatoire, Recueil Lebon. p. 151, GAJA (Grands arrêts de la jurisprudence administrative) n° 67 ; CE, Ass., 25 juin 1948, Société du Journal l'Aurore, Leb. p. 289, GAJA n° 62 ; CE, 1974, Denoyez et Chorques.
- Égalité devant l'impôt : CE, 22 février 1974, Association des maires de France : Dalloz 1974 p. 520
- Égalité devant les charges publiques : CE, 7 février 1958, Syndicat des propriétaires de chêne-liège d'Algérie : AJDA (Actualité juridique du droit administratif) 1958 II p. 130
- Égalité d'accès des citoyens aux emplois publics : CE, Ass, 28 mai 1954, Barel et autres, Rec. (Recueil des arrêts du Conseil d'État) p. 308 concl. Letourneur, GAJA (Grands arrêts de la jurisprudence administrative) n° 77 ; CE, 9 novembre 1966, Commune de Clohars-Carnoët
- Égalité de traitement entre fonctionnaires d'un même corps : CE, Ass., 21 juillet 1972, Union Interfédérale des Syndicats de la Préfecture de Police et de la Sûreté Nationale (parmi beaucoup d'autres) ; Conseil Constitutionnel, Décision n° 76-67 DC du 15 juillet 1976, Décision n° 82-153 DC du 14 janvier 1983, Décision n° 84-179 DC du 12 septembre 1984, Décision n° 87-229 DC du 22 juillet 1987.
- Égalité devant l'institution judiciaire : Conseil constitutionnel, décision n° 75-56 DC du 23 juillet 1975.

##### Principes relatifs au droit de l'extradition
Le Conseil d'État a, sur ce point, mis au jour un certain nombre de principes :
- Interdiction d'extrader un réfugié politique : CE, Ass. 1er avril 1988, Bereciartua-Echarri
- Interdiction d'extrader un étranger pour motif politique : CE, Ass., 3 juillet 1996 Koné ; le Conseil d'État ne reconnaît ici pas un principe général du Droit mais un principe fondamental reconnu par les lois de la République
- Interdiction d'extrader un étranger en cas de conséquences graves, eu notamment égard à l'âge et l'état de santé : CE, 13 octobre 2000 Kozirev
- Interdiction d'extrader un étranger si l'État demandeur a un système ne respectant pas les droits et libertés fondamentales : CE, 26 septembre 1984, Lujambio Galdeano
- Interdiction d'extrader un étranger si l'État demandeur peut prononcer la peine de mort et qu'il n'a pas offert de garanties : CE, 27 février 1987, Fidan.

#### Règles de procédure

##### Règles de procédure juridictionnelle
- Droits de la défense en matière administrative : CE, Sect., 5 mai 1944, Dame Veuve Trompier Gravier, Leb. p. 133, GAJA n° 58 ; Ass., 26 octobre 1945, Aramu, Leb. p. 213 ; en matière pénale : CE, Ass., 19 octobre 1962, Canal, Robin et Godot, Leb. p. 552, GAJA n° 88. Ce principe a été reconnu par le Conseil constitutionnel comme un principe fondamental reconnu par les lois de la République en matière pénale : CC, déc. n° 76-70 DC du 2 décembre 1976, Rec. p. 39 ; comme en matière administrative : CC, déc. n° 77-83 DC du 20 juillet 1977, Rec. p. 39.
- Possibilité pour tout acte administratif de faire objet d'un recours en excès de pouvoir : CE, Ass, 17 février 1950, Ministre de l'agriculture c. Dame Lamotte, Leb. p. 110, GAJA n° 67
- Publicité des débats devant les juridictions de l'ordre judiciaire : CE, Ass., 4 octobre 1974, Dame David, Leb. p. 464 concl. M. Gentot.

##### Règles de procédure administrative non contentieuse
- Obligation d'assurer la publication des règlements pour l'autorité administrative : CE, 12 décembre 2003, Syndicat des commissaires et hauts fonctionnaires de la police nationale[2]
- Principe de non-rétroactivité des actes administratifs : CE, Ass, 25 juin 1948, Société du Journal l'Aurore, Leb. p. 289, GAJA n° 64.

### Principes généraux du droit intéressant l'organisation et le fonctionnement des services publics
- Principe de continuité du service public : CE, Ass., 7 juillet 1950, Dehaene, Leb. p. 426
- Principe de mutabilité du service public : CE, Sect., 27 janvier 1961, Vannier, Leb. p. 60 concl. Kahn ; CE, Sect., 18 mars 1977, Chambre de commerce de La Rochelle, Leb. p. 153 concl. Massot (un service public peut toujours être supprimé)
- Principe de l’insaisissabilité des biens appartenant aux personnes publiques : Cass. civ. 1, 21 décembre 1987, BRGM ; et TC, 9 décembre 1899, Association syndicale du canal de Gignac qui dégagea ce principe sans pour autant en faire un Principe général du droit.
- Absence d'illégalité de la décision administrative entachée d'un vice de procédure insusceptible d'avoir exercé une influence sur elle : CE, Ass., 23 décembre 2011, 335033, Danthony, Leb., concl. Dumortier.

### Principes généraux du droit en matière sociale
- Droit de mener une vie familiale normale : CE, Ass., 8 décembre 1978, GISTI et autres, Leb. p. 493
- Interdiction de licencier une salariée en état de grossesse : CE, Ass., 8 juin 1973, Dame Peynet, Leb. p. 406 concl. Suzanne Grevisse
- Tout agent public doit recevoir une rémunération au moins égale au SMIC : CE, Sect., 23 avril 1982, Ville de Toulouse c. Mme Aragnou, Leb. p. 152 concl. Labetoulle
- Interdiction pour l’employeur d’infliger des sanctions pécuniaires à ses employés : CE, Ass., 1er juillet 1988, Billard et Volle, Leb. p. 268
- Interdiction de résilier un contrat de travail en raison de la situation familiale du salarié : CE, 27 mars 2000, Mme Brodbeck
- Subordination de toute modification des éléments essentiels du contrat de travail à l'accord des parties : CE, Ass., 29 juin 2001, Berton
- Indépendance des inspecteurs du travail : CE, 9 octobre 1996, Union nationale CGT des affaires sociales, Leb. p. 383